# Сьвентослав (Ґолюбсько-Добжинський повіт)
Сьвентослав (пол. Świętosław) — село в Польщі, у гміні Цехоцин Ґолюбсько-Добжинського повіту Куявсько-Поморського воєводства.
Населення — 729 осіб (2011).
У 1975-1998 роках село належало до Торунського воєводства.

## Демографія
Демографічна структура станом на 31 березня 2011 року:
|          | Загалом | Допрацездатний вік | Працездатний вік | Постпрацездатний вік |
| -------- | ------- | ------------------ | ---------------- | -------------------- |
| Чоловіки | 377     | 88                 | 245              | 44                   |
| Жінки    | 352     | 77                 | 202              | 73                   |
| Разом    | 729     | 165                | 447              | 117                  |